# Jean-Marie Bertholin
Jean-Marie Bertholin (* 1936 in Granges-sur-Vologne, Département Vosges) ist ein französischer Objektkünstler.

## Leben
Bertholin arbeitete ab 1952 als Krankenpfleger in Saint-Dié-des-Vosges. Als Künstler ist er Autodidakt. Seit 1960 arbeitet er mit Mullbinden, die entstandenen Objekte nennt er objets noirs. Stelen und Blöcke sind oft aus Papier, sie werden mit Wasser, Feuer oder Lack behandelt und gleichen optisch Beton oder anderen haltbaren Materialien. Das Papier stammt aus Papierfabriken in den Vogesen.

Viele seiner Kunstobjekte werden von ihm selbst vernichtet. Bertholin betrachtet seine Kunst als eineː 

„Ephemere Spur meines Vorübergehens“

## Ausstellungen (Auswahl)
- 2004: Attraversare Genova. Percorsi e linguaggi internazionali del contemporaneo Museo d’arte contemporanea Villa Croce, Genua
- 1977: documenta 6, Kassel
- 1971: Biennale von Paris